# Мы с Вулканом

## Сюжет
Рассказ о мальчике, по произведению детского писателя Юрия Яковлева, спасшем щенка от хулиганов и воспитавшем из него пограничную собаку. По мнению автора рассказа, «самое чисто и самобытное в человеке связано с детством. А мудрость, ум, глубина чувства, верность долгу и многие другие замечательные качества взрослого человека никогда не вступают в противоречие с драгоценным запасом детства».

## В ролях
| Актёр | Роль             |
| --- | ---------------- |
| Виталий Беляков | Таборка          |
| Люся Кочка | Олеся            |
| Виктор Тарасов | Николай Иванович |
| Евгений Буренков | отец             |
| Валентина Березуцкая | мать             |
| Юрий Медведев | Баранов          |
| Галина Рогачёва | Нина Петровна    |
| Елизавета Уварова | учительница      |
| Виктор Зябкин, Александр Казарук, Андрей Левенко, Саша Дубинина, Михаил Шемет, Николай Солодуха, Александра Зимина, Владимир Поночёвный, Ольга Лысенко, Татьяна Алексеева, Адольф Ильин, Ольга Маркина, Ольга Захарова | эпизод           |

## Съёмочная группа
| Автор сценария                                     | Юрий Яковлев             |
| Режиссёр-постановщик                               | Валентин Перов           |
| Оператор-постановщик                               | Игорь Ремишевский        |
| Композитор                                         | Генрих Вагнер            |
| Художник-постановщик                               | Юрий Альбицкий           |
| Звукооператор                                      | Николай Веденеев         |
| Режиссёр                                           | Юрий Оксанченко          |
| Монтажёр                                           | М. Бодренникова          |
| Художник по костюмам                               | Алевтина Кавецкая        |
| Художник-гримёр                                    | Г. Храпуцкий             |
| Редактор                                           | Ю. Лакербай              |
| Ассистент режиссёра                                | Р. Шаталова, Л. Сердюков |
| Ассистент оператора                                | Михаил Комов, Е. Пчёлкин |
| Ассистент художника                                | Иван Рогатень            |
| Дрессура собак                                     | М. Ратников              |
| Государственный симфонический оркестр БССР Дирижёр | Виталий Катаев           |
| Директор                                           | С. Тульман               |